# Kami (Hyōgo)

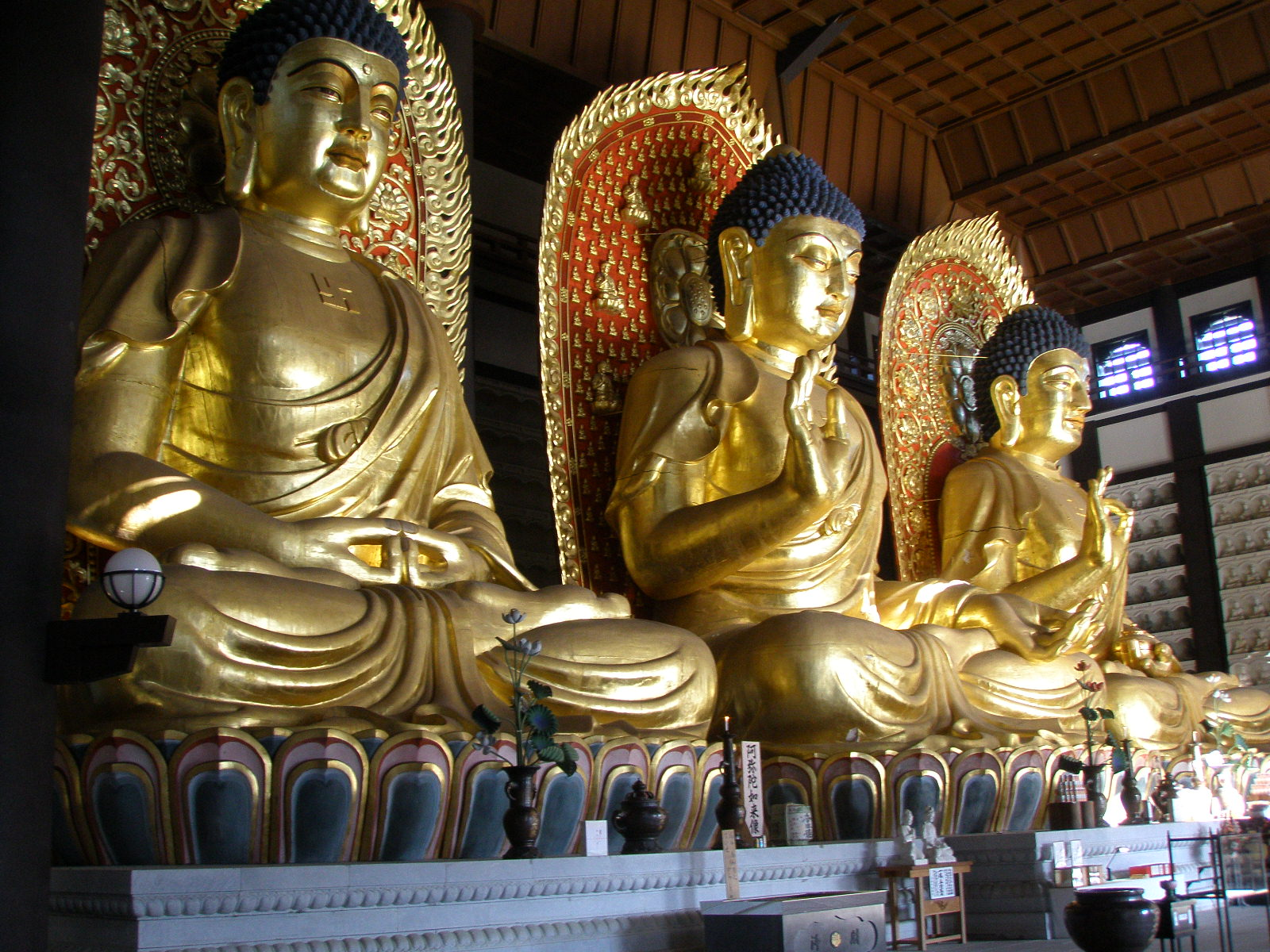
Chorakuji-daibutsu.

Pour les articles homonymes, voir Kami.
Kami (香美町, Kami-chō) est un bourg du district de Mikata, dans la préfecture de Hyōgo, au Japon.

## Géographie

### Démographie
Au 1er octobre 2014, la population de Kami s'élevait à 18 220 habitants répartis sur une superficie de 369,08 km2.

## Histoire
Kami est officiellement fondé en 2005 après la fusion des anciens bourgs de Kasumi, Mitaka et Muraoka.